# Соловйов Григорій Пимонович
Григорій Пимонович Соловйов (26 січня 1903, село Якимівка, тепер смт. Мелітопольського району, Запорізької області — ?) — радянський діяч, секретар ЦК КП(б) Молдавії з кадрів, 1-й секретар Тираспольського міського комітету КП(б) Молдавії.

## Біографія
Народився в селянській родині. З 1914 по 1921 рік працював у господарстві батьків та наймитував.
У 1921—1922 роках — курсант Олександрівської (Запорізької) губернської радянсько-партійної школи.
У 1922—1923 роках — секретар районного комітету комсомолу.
У 1923—1931 роках — слухач робітничого факультету, студент Дніпропетровського інституту народної освіти.
Член ВКП(б) з 1927 року.
У 1931—1933 роках — асистент, завідувач кафедри економіки Дніпропетровського будівельного інституту.
У 1933—1935 роках — заступник начальника політичного відділу машинно-тракторної станції (МТС) у Молдавській АРСР.
У 1935—1937 роках — секретар партійного комітету і викладач політекономії Тираспольського сільськогосподарського інституту.
У 1937—1939 роках — на відповідальній роботі в Народному комісаріаті освіти Молдавської АРСР.
У 1939—1940 роках — лектор Молдавського обласного комітету КП(б)У.
28 серпня 1940 — квітень 1941 року — 1-й секретар Тираспольського міського комітету КП(б) Молдавії.
23 квітня — червень 1941 року — секретар ЦК КП(б) Молдавії з кадрів.
З вересня 1941 року — в Червоній армії, учасник німецько-радянської війни. Перебував на політичній роботі в армійському Управлінні військово-польового будівництва № 151 Південного фронту. З березня 1942 року — начальник політичного відділу 25-й окремої саперної бригади Північно-Кавказького фронту, з 1943 року — начальник політичного відділу і заступник командира 1-ї штурмової комсомольської інженерно-саперної бригади Резерву головного командування Західного фронту.
У 1944 — 13 листопада 1945 року — секретар ЦК КП(б) Молдавії з кадрів.
У листопаді 1945 (затверджений в березні 1946) — лютому 1951 року — секретар Житомирського обласного комітету КП(б)У з кадрів.
З лютого 1951 року — начальник політичного відділу Снігурівського будівельно-монтажного управління № 14 «Укрводбуду» Миколаївської області.
На 1954 рік — голова правління Житомирського обласного відділення Товариства для поширення політичних і наукових знань (товариства «Знання»).
Подальша доля невідома.

## Звання
- старший батальйонний комісар
- підполковник

## Нагороди
- орден Червоного Прапора (24.10.1943)
- орден Вітчизняної війни І ст. (18.09.1943)
- орден Трудового Червоного Прапора (23.01.1948)
- орден Червоної Зірки (27.03.1943)
- медаль «За оборону Кавказу» (1.05.1944)
- медалі